# Gilbert Percy Whitley
Pour les articles homonymes, voir Whitley.
Gilbert Percy Whitley est un ichtyologiste australien, né le 9 juin 1903 et mort le 18 juillet 1975.
Il est conservateur des poissons à l’Australian Museum de 1922 à 1964. Il fait paraître 550 publications dont environ 300 sont consacrées aux poissons. Il est l’auteur d’environ 320 espèces.

## Liste partielle des publications
- 1935 : Ichthyological genotypes. Aust. Zool., v. 8 (pt. 2) : 136–139.
- 1950 : New fish names. Proc. R. Zool. Soc. N.S.W. for 1948–49 : 44.